# Позігун Володимир Андрійович
Володимир Андрійович Позігун (31 серпня 1937, Одеса — 12 травня 2019, Одеса) — український вчений-астроном; кандидат фізико-математичних наук.

## Біографія
Народився 31 серпня 1937 року в Одесі, в сім'ї хіміків. У 1954 році вступив до Одеського університету на фізико-математичний факультет. У 1959 році успішно закінчив навчання і вступив до аспірантури, по закінченню якої захистив кандидатську дисертацію. У 60-х роках — старший науковий співробітник Одеської обсерваторії.
Навесні 1966 разом з Миколою Комаровим сконструював й виготовив електроспектрофотометр для спостережень в ближній інфрачервоній області спектра і вперше в Радянському Союзі провів спостереження і дослідження зірок за розподілом їх енергії в ІЧ-області спектра. Фотометричний блок був виготовлений влітку 1966 р. й встановлений на катадіоптричному телескопі, система якого була розроблена професором П. П. Аргуновим, з діаметром головного дзеркала 425 мм, обладнаного 4-градусною об'єктивною призмою. Пізніше також виконав деякі калібрувальні роботи в дальному червоному та ближньому інфрачервоному діапазонах.
До 1970 р. входив у число основних спостерігачів стаціонарних і змінних зірок, що проводилися на заміській спостережній базі Одеської астрономічної обсерваторії в с. Маяки.
З 1976 року перейшов працювати до Одеського університету. Викладав на кафедрі астрономії. Тут пропрацював 30 років.
У 80-х роках розробив прикладні програми для астрономічних досліджень мовою BASIC.
Помер 12 травня 2019 року.

## Вибрані праці

### Монографії, посібники
- Фотометрический и спектральный каталог ярких звезд / Комаров Н. С., Драгунова А. В., Карамыш В. Ф., Орлова Л. В., Позигун В. А. и др.; отв. ред. В. П. Цесевич. — Киев: Наук. думка, 1979. — 535 с.
- Спектрофотометрия звезд в диапазоне ЛЛ550-900 нм. / Комаров Н. С., Позигун В. А. и др. — Киев: Наукова думка, 1983. — 310 с.
- Позигун В. А. Астрономическая обсерватория Одесского государственного университета: к 125-летию Астрономической обсерватории / В. А. Позигун. – Одесса, 1996. – 32 с.
- Навчально-методичний посібник з курсу «Спеціальні функції» для студентів III курсу фізичного факультету спеціальності «Астрономія» / уклад. В. А. Позігун ; Одеський національний ун-т ім. І. І. Мечникова. — О. : Астропринт, 2002. — 112 с.

### Наукові статті
- Спектрофотометрические стандарты. Абсолютные распределения энергии в спектрах излучения шести звезд / Н. С. Комаров, В. Ф. Карамыш, В. А. Позигун // Астрономический журнал, 1978., Т. 55. — № 6 — С. 1208—1213
- Исследование катадиоптрического телескопа на Одесской астрономической обсерватории / П. П. Аргунов, Н. С. Комаров, В. А. Позигун // Астрономический вестник Том 1, № 2 [АН СССР; Всесоюзное астрономо-геодезическое общество]. - М.: Наука, 1967
- Пакет прикладных программ на языке БЕЙСИК / Позигун В. А. // Проблемы астрономии: сборник. Ч. 3. — Одесса, 1985, — С. 138—154
- Комаров Н. С., Позигун В. А., Драгунова А. В. Распределение энергии в спектрах 19 звезд в области длин волн λλ 5500−9000 Å // Астрометрия и астрофизика, 1973, № 19, С. 98-110
- О точности спектрофотометрического стандарта α Лиры / Комаров Н. С., Позигун В. А. [Komarov N. S., Pozigun V. A. On the accuracy of spectrophotometric standard of α Lyr] // Астрон. циркуляр [Бюро астроном. сообщ. АН СССР]. — 1972. — № 671 (31 января). — С. 5-6
- Позигун, В. А. Начало электрофотометрических исследований // Страницы истории астрономии в Одессе: [К 125-летию Астрономической обсерватории] ; сост. и ред. В. Г. Каретников. — Одесса., 1996. — Ч. 3. — С. 29–36.